# Trevor Jones
Trevor Alfred Charles Jones (Cidade do Cabo, 23 de março de 1949) é um compositor sul-africano de música orquestrada para trilhas sonoras aclamado pela crítica especializada.

## Carreira
Amigo de Jim Henson, Jones fez a sua parceria com ele de 1982 a 1986: O Cristal Encantado (The Dark Crystal) (1982) (o primeiro filme da parceria Jones e Henson) e O Labirinto (Labyrinth) (1986) (o último filme da parceria Jones e Henson).

## Trilhas sonoras
As trilhas sonoras para filmes de autoria ou arranjo de Jones incluem:
- Chaos (2005)
- Around the World in 80 Days (2004)
- The League of Extraordinary Gentlemen (2003)
- Dinotopia (2002) (minissérie para TV)
- From Hell (2001)
- Thirteen Days (2000)
- Cleopatra (1999) (telefilme)
- Notting Hill (1999)
- The Mighty (1998)
- Merlin (1998) (telefilme)
- Dark City (1998)
- Desperate Measures (1998)
- Lawn Dogs (1997)
- G.I. Jane (1997)
- Brassed Off (1997)
- Gulliver's Travels (1996) (telefilme)
- Richard III (1995)
- Kiss of Death (1995)
- In the Name of the Father (1993)
- Cliffhanger (1993)
- The Last of the Mohicans (1992) e trilha sonora The Last of the Mohicans
- Freejack (1992)
- Arachnophobia (1990)
- By Dawn's Early Light (1990) (telefilme)
- Sea of Love (1989)
- Mississippi Burning (1988)
- Angel Heart (1987)
- Labyrinth (1986) e trilha sonora Labyrinth
- Runaway Train (1985)
- The Dark Crystal (1982)
- Excalibur (1981)